# Lupinen-Alkaloide

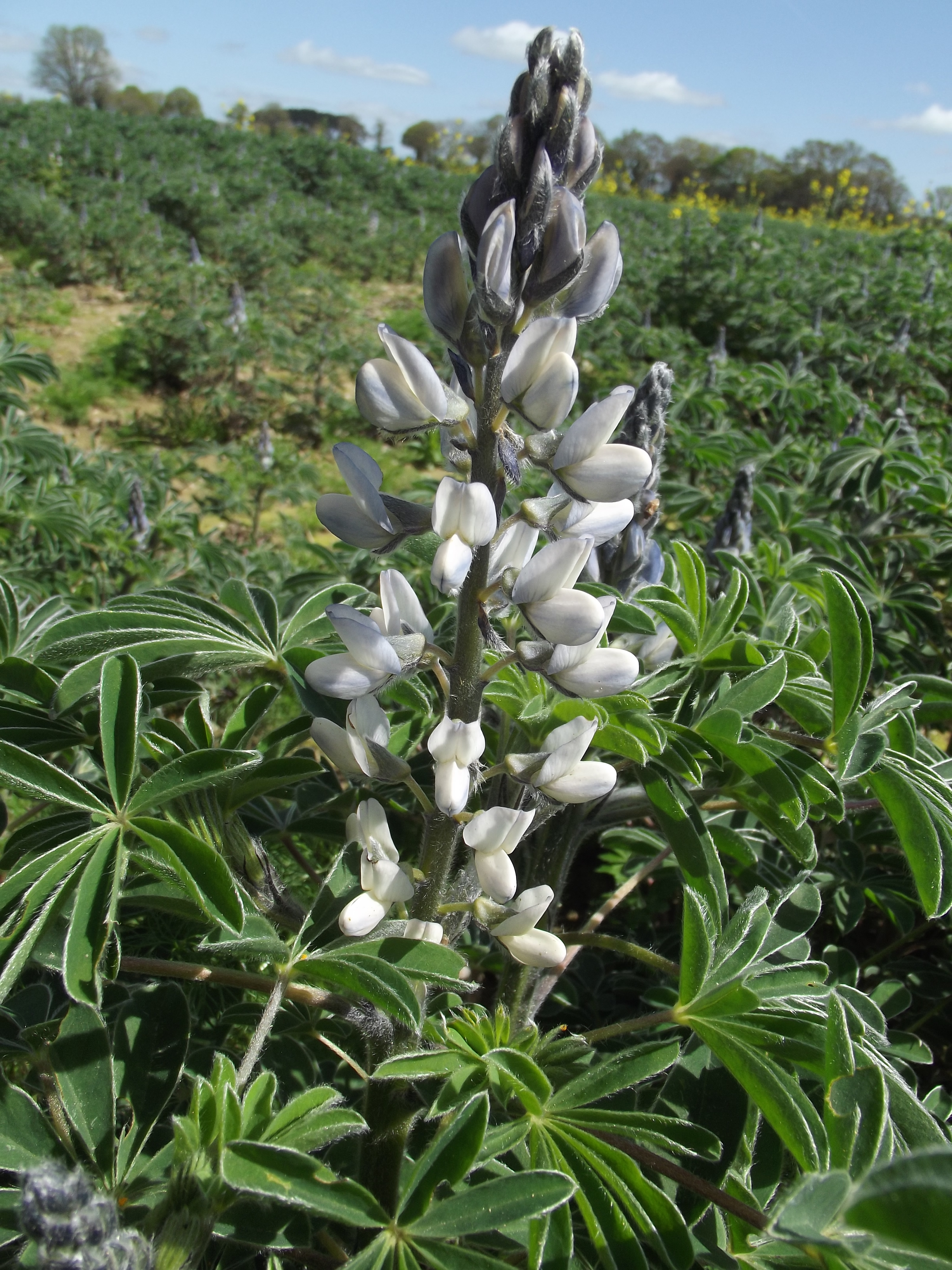
Weiße Lupine (Lupinus albus)

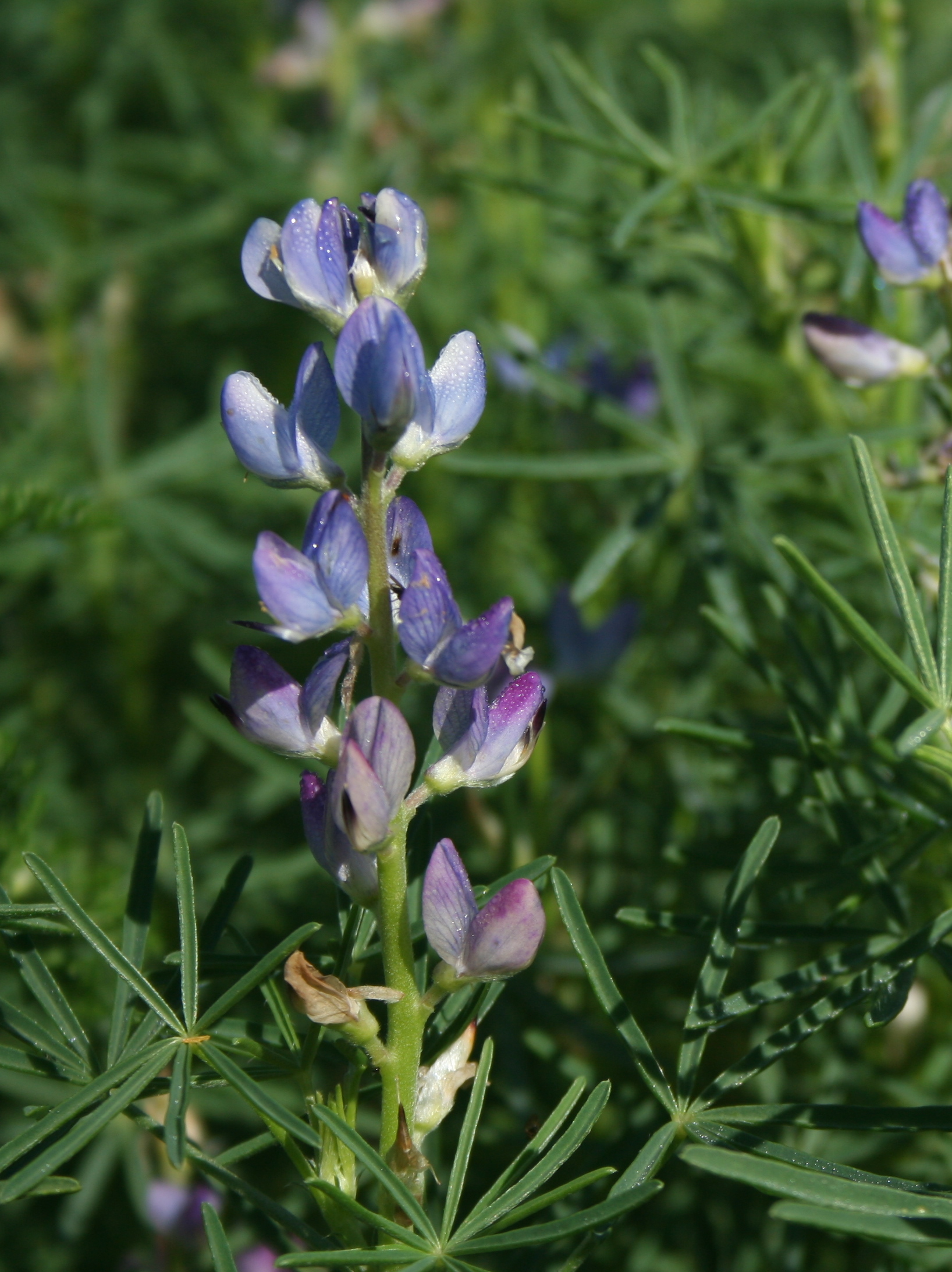
Blaue Lupine (Lupinus angustifolius)

Lupinen-Alkaloide sind Naturstoffe des Typs Chinolizidin-Alkaloid. Sie wurden nach ihrem Vorkommen in Lupinen bezeichnet.

## Vorkommen
Lupinen enthalten, abhängig von der Sorte, zwischen 0,6 und 4,3 % Lupinen-Alkaloide.

## Vertreter
Insgesamt sind mehr als 170 Lupinen-Alkaloide bekannt. Das Hauptalkaloid ist das Lupinin. Weitere Vertreter sind u. a. Lupanin, Lupanolin und Spartein. (−)-Lupanin kommt in der weißen Lupine vor, während (+)-Lupanin in der blauen Lupine vorkommt. Sowohl (+)-Spartein als auch (−)-Spartein treten in der Natur auf. Auch (−)-Cytisin, das Hauptalkaloid des Goldregens, ist ein Vertreter der Lupinen-Alkaloide.

(−)-Lupinin
(+)-Lupanin
(−)-Lupanin
(+)-Spartein
(−)-Spartein
(−)-Cytisin

## Eigenschaften
Die Lupinen-Alkaloide gelten als giftig. Weidetiere sollten nicht mehr als 60 g/kg zu sich nehmen. Die Auswirkungen einer Vergiftung sind u. a. Leber- und Nierendegeneration, Fehlgeburten oder Missbildungen. Besonders sensibel reagieren Schafe.